# フランク・アバグネイル

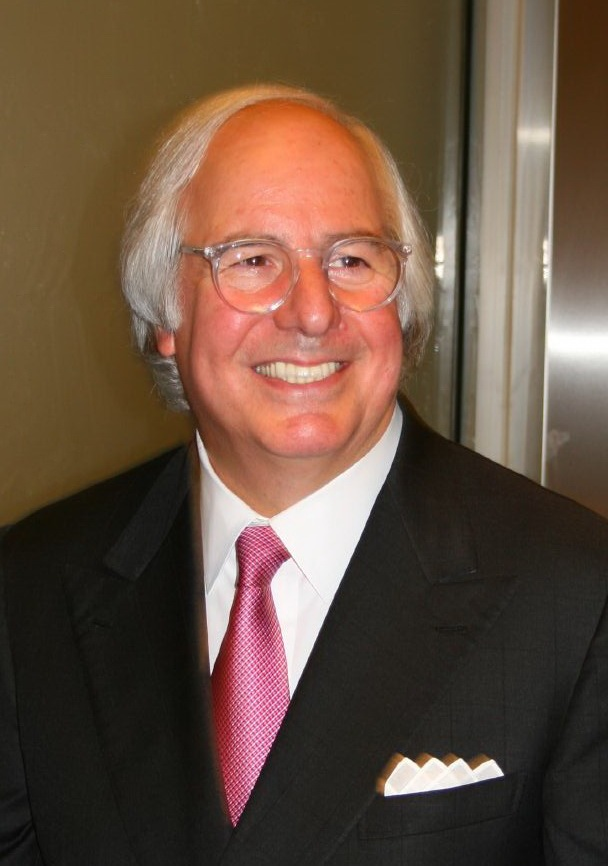
Frank Abagnale (2007)

フランク・ウィリアム・アバグネイル, ジュニア（Frank William Abagnale, Jr.、1948年4月27日 - ） は、アメリカ合衆国のセキュリティ・コンサルタント。
信用詐欺、小切手詐欺、身分詐称、逃走などの犯罪歴があり、航空機パイロット、医師、連邦刑務局職員など少なくとも8回の身分詐称を行なったことで有名になった。
21歳になるまでに警察の拘留から2回逃れた（うち1度は空港誘導路、もう1度は連邦刑務所からであった）のち服役。5年足らずで出所すると、さまざまな仕事を経験したほか、連邦政府と提携し、連邦捜査局アカデミーや現場事務所でコンサルタントや講師を務めた。2023年には連邦捜査局元特別捜査官協会の名誉会員となる。また金融詐欺のコンサルタント会社アバグネイル・アンド・アソシエイツを経営している。
歴代の詐欺師の中では詐取した金額こそ突出してはいないものの、若さ（初めて犯罪に手を染めたのは16歳）と手口の大胆さ・鮮やかさにより、米国では彼の詐欺事件がしばしばTV番組などで広く報道された。さらに1980年、スタン・レディングと共著で出版した半自伝『Catch Me if You Can 』（邦訳：『世界をだました男』新潮文庫）はベストセラーとなる。2002年にはレオナルド・ディカプリオ主演で『キャッチ・ミー・イフ・ユー・キャン』として映画化され、2011年4月よりブロードウェイでミュージカル『キャッチ・ミー・イフ・ユー・キャン』の上演が開始された。

## プロフィール

### 生い立ち
1948年4月27日、アメリカ人の父フランク・アバグネイル・シニアとフランス人の母ポウレットのもと、ニューヨーク州ウェストチェスター郡ブロンクスヴィルで4人兄弟の1人として生まれた。16歳までブロンクスヴィルで過ごしたが、両親が離婚となりもう二度と父の顔を見たくなくなったため家出。アバグネイルによると父親は必ずしも自分を必要としていなかったが、また家族が一緒になれるように1974年に彼が亡くなるまで母親が戻ることを待っていた。父は裕福で、政治と劇場に夢中で、彼の手本となる人物であった。

### 初めての詐欺
最初の被害者は彼の父親であった。父親は、アルバイトに通勤するためのガソリンを自分で購入できるようにクレジットカードを彼に渡していた。彼はこのカードを使ってガソリンスタンドでタイヤやバッテリーなど車関係の物を一度買い、それらを返品してデート費用として使うための現金に換えていた。その額は数千ドルにも及んだ。

### 銀行詐欺
初期の頃、残高のない自分の口座の小切手を書く信用詐欺を行なった。しかしこれは銀行から請求が来るまでの最初の数回しか通用せず、他の銀行での口座開設を繰り返し、これを持続するため身分証明書を偽造するまでに至った。次第に銀行を騙す方法も、小切手のほぼ完璧な複製作成やその預金、偽の勘定残高による前貸しなどどんどん発展していった。空白の預金伝票に自分の口座番号を印刷し、銀行で本物の伝票に紛れ込ませた。この方法だと正規の顧客よりも通り易かった。
後年の講演で犯罪の1例を挙げている。ユナイテッド航空やザ・ハーツ・コーポレーションのような航空会社やレンタカー会社では日々の売上金を袋に入れてドロップ・ボックスに預けることを知った。地元の衣装店で手に入れた警備員の服装をして「業務停止中につき、警備員に預けてください」と書かれた看板を用意し金銭を騙し取ったという。彼はこの方法がなぜ成功したのかわからなかった。「ドロップ・ボックスが業務を停止する訳がないでしょう?」

### 犯行
1960年代、両親の離婚が元で家を飛び出した16歳の彼は、生き抜く術を模索する中、パイロット・医師・弁護士といった職業が大きな社会的信用力を持つことを理解する。以来、実際には在籍したこともない、エンブリー・リドル航空大学、ハーバード・メディカルスクール、ハーバード・ロー・スクールなどを卒業したと偽り、約5年間にわたって、上記のような職業人（ルイジアナ州の弁護士資格は19歳のとき実際に取得）になりすまし、少なくとも8つの偽名を駆使、当時のレートで250万ドル以上に相当する不渡り小切手を26カ国で乱発する犯行を重ねた。

### 身分詐称

#### 航空機パイロット
アバグネイルは無料で世界中を飛び回りたかったためパイロットに成りすますことに決めた。制服は、パンアメリカン航空(パンナム)の従業員と偽り制服をなくしたと電話をして偽の身分証明書を提示して手に入れた。その後連邦航空局のパイロットの身分証明書も偽造。パンナムは、アバグネイルが16歳から18歳の間にデッドヘッドで250回以上1,000,000マイル (1,600,000 km)搭乗し、26カ国を訪れたと推定する。この時、従業員として無料でホテルにも泊まっており、飲食物など全て会社持ちであった。
飛行中、実際操縦させられそうになることもあった。ある日30,000 ft (9,100 m)の操縦を任されそうになった。自動操縦が可能であり「自分を含めて140名の命を預かっていることをとてもよく理解していたので…自分では操縦しなかった。」と後の自著には記載している。

#### 教員助手
コロンビア大学卒と偽り、ブリガム・ヤング大学でフランク・アダムスの偽名で教員助手として1学期間社会学を教えていた。

#### 医師
フランク・コナーズの偽名でジョージア州の病院で小児科のチーフ・レジデントとして11ヶ月間身分を偽った。ニューオーリンズに到着し逮捕から逃れこの職に就いた。家主がパンナムに問い合わせることを恐れ、賃貸契約書の職業欄に衝動的に『医師』と書いた。同じアパートに住む本物の医師と友達になり、地元の病院の欠員補助で研修医の指導者となる。指導者は実際の医療行為をしないため、彼にとっては簡単であった。酸素欠乏で瀕死の幼児を目の前にした時、看護師が言った「ブルーベビー」の意味がわからず正体がばれそうになった。夜間のシフトの間、骨折の手当てなど研修医にさせていたため彼の偽りの仕事は割りとうまくいっていた。しかし生と死の境界に直面した時に自分の無力により命の危険に陥らせることを悟り、病院を去った。

#### 弁護士
パンナム副操縦士ロバート・ブラックを名乗っていた際、ハーバード大学法学部卒と偽っていたが、実際ルイジアナ州の司法試験に合格し、19歳でルイジアナ州司法長官の事務所所員の職を得た。客室乗務員と短期間交際していた時は、ハーバード・ロー・スクールの学生だと偽っており、彼女に弁護士の友達を紹介され、この時世に弁護士がもっと必要なこと、申請の機会があることを聞いた。ハーバードの偽の成績証明書を作り、試験のために懸命に勉強した。2回落ちたが、8週間の勉強の後3回目の受験で合法的に司法試験に合格した。当時ルイジアナでは合格するまで何度も受験することができた。
彼の自伝によると、この仕事はただ上司にコーヒーと本を運ぶだけで良かった。しかしこの司法長官の事務所の同僚に本物のハーバード卒業生がおり、アバグネイルにハーバードでのことをしつこく色々聞いてきた。当然アバグネイルは答えられず、8ヶ月後、その同僚が自分の経歴について調査し始めたことを知り辞職した。

### 逮捕
1969年、21歳の時にフランスでエール・フランス機に乗った際、手配者のポスターから過去に交際していた搭乗員がアバグネイルを確認して通報、12カ国で行なわれた詐欺容疑でフランス警察に逮捕される。2日間の裁判で1年を求刑されたが6ヶ月間に減刑され、フランスペルピニャンの刑務所で服役した。小さく汚い暗い独房に、逃走不可能なように裸で入れられた。この独房にはトイレ、マットレスもなく、ブランケット、食事、水は厳しく制限されていた。
その後スウェーデンに移送され、スウェーデンの法律により人道的に扱われた。偽造による裁判で彼の弁護士は、アバグネイルは偽の小切手を「作成」したのであって「偽造」したのではないと主張したが、詐欺罪と偽造罪になった。その他の有罪判決も受けマルメの刑務所でさらに6ヶ月服役することになり、次にイタリアで裁判を受けることになった。後にスウェーデンの裁判所がアメリカ国務省当局に彼のパスポート無効を求めると、正当なパスポートがないとしてスウェーデン当局によりアメリカに強制送還され、複数の国での偽造の罪で連邦刑務所に12年の刑期を言い渡された。

### 逃走
アバグネイルはアメリカへの移送途中にニューヨークのジョン・F・ケネディ国際空港の誘導路に入るところでイギリスの航空機ビッカース VC-10から逃走した。闇に紛れて近くのフェンスを乗り越え、タクシーでグランド・セントラル駅に向かった。ブロンクス区に寄って服を変え、2万ドルを預けていたモントリオール銀行の貸金庫の鍵を手にした後、アメリカと犯罪人引渡し条約のないブラジルのサンパウロに向かうためモントリオール・ピエール・エリオット・トルドー国際空港に電車で向かった。オンタリオ州ダンダスのコンビニエンス・ストアでは危ういところで逮捕を免れたが、チケット・カウンターに並んでいる時に王立カナダ騎馬警察に捕まりアメリカ国境警備隊に引き渡された。
アバグネイルは1971年4月、裁判を待っていたジョージア州アトランタの連邦拘置所から逃走したとされている。彼の自伝によると、アバグネイルはこの時、この逃走は歴史上指折りの悪名高いものになるだろうと考えた。この頃アメリカの刑務所では人権保護団体から非難されており、アメリカ議会委員会の調査を受けていた。随伴の連邦保安官が彼の収容令状を忘れるということを含む一連の幸運により、アバグネイルは覆面捜査官と誤認され、他の受刑者よりも特権や食べ物の面で優遇されることとなった。アトランタの連邦更生局では覆面捜査官の報告によりすでに2人が解雇されており、アバグネイルにはこの脆弱性が有利に働いた。自伝によるとジーン・セブリングという名の女性の友人に連絡を取って婚約者の振りをさせ、彼女を通じて連邦刑務局「C・W・ダンラップ捜査官」の名刺を秘密裏に入手した。これは彼女がフリー・ライターを演じ「連邦拘置所の防火対策」という記事の取材と称して手に入れたものであった。彼女はさらに印刷屋でアバグネイルの捜査に当たっている連邦捜査官の「シーン・オライリー」（仮名で後にジョー・シアと判明）の名刺を変造し手渡した。アバグネイルは連邦更生局の職員に刑務所の調査官であると名乗り出、証拠としてダンラップの名刺を渡した。そして彼は連邦捜査官のシーン・オライリーに緊急の用件で連絡を取りたいと話した。
オライリーの名刺の電話番号（セブリングにより改竄されていた）はアトランタのショッピング・モールにある公衆電話のセブリングにつながり、彼女は連邦捜査局の電話オペレーターの振りをした。その後アバグネイルは監視なしで拘置所外の車でオライリーと面会することを許された。セブリングは偽装を気付かれずに車にアバグネイルを乗せ、アトランタのバス停へ送った。彼はそこからグレイハウンドでニューヨークへ至り、さらに電車でワシントンD.C.へ到着した。そこではホテルのフロント係に発見されて逮捕されそうになるが、連邦捜査官の振りをして逃がれた。なおもブラジルへの逃亡を計画するが、その数週間後、気付かないうちに覆面パトカーの脇を通り、乗っていた2人のニューヨーク市警察官に捕まった。

### 合法的就業
1974年、バージニア州ピーターズバーグの連邦拘置所で12年間の刑期に服すこととなったが、週に一度無給で詐欺罪の調査を助けるために連邦当局で働くことを条件に、5年弱での出所を認められた。彼はニューヨークの家族のもとに戻ることを拒否したため、裁判所は別の選択肢としてテキサス州での仮出所を認めた。
その後彼はコック、スーパー店員、映画映写技師など様々な職を転々としたが、犯罪歴を隠していたためそれが発覚すると解雇され続けていた。これらの仕事に満足できず、銀行に自分を売り込んだ。過去に行なった小切手詐欺など銀行を騙す様々な手口を銀行職員に紹介した。そしてもし彼の話が役に立たないのであれば金銭は受け取らない、逆に役立つと思ったら彼に500ドルを支払いさらに他の銀行に彼を紹介することを条件とした。そしてこれがセキュリティ・コンサルタントとしての合法的な職業の人生の第一歩となった。
その後、オクラホマ州タルサを拠点に、企業向けの詐欺対策をアドバイスするアバグネイル・アンド・アソシエイツを創立した。また連邦捜査局と35年以上提携し、全米の連邦捜査局アカデミーや現場事務所でコンサルタントや講師をしている。彼のウェブサイトによると14,000以上の機関が詐欺予防プログラムを受けている。
2012年11月、アメリカ合衆国上院で、メディケア・カードなど個々を識別する社会保障番号を使用する場が多いことなど、高齢者が詐欺に遭い易いと証言した。
合法的な仕事に就いた1年後に結婚した妻Kellyと共に2009年からサウスカロライナ州チャールストンに住んでいる。息子が3人おり、うち1人は現在連邦捜査局に勤めている。アバグネイルと連邦捜査局捜査官のジョー・シアはシアが亡くなるまで親友となり、ジョー・シアはカール・ハンラティとして2人は映画『キャッチ・ミー・イフ・ユー・キャン』の基となった。

## 主張の真相
アバグネイルの犯罪歴の信憑性は『キャッチ・ミー・イフ・ユー・キャン』公開前から疑問視されていた。1978年、防犯セミナーで彼が講演した後、『サンフランシスコ・クロニクル』紙の記者が彼の証言を検証した。銀行、学校、病院などその他の機関での通話歴で彼が使用した偽名で彼の詐欺の証拠は出てこなかった。この件に関して彼は「いったい誰がこの情報を確認するというのだろう」と言った。
2002年、彼の会社のウェブサイトで「私は共著者と4回ほどしか話し合わなかった。彼はとても良く書いていたと思うが、いくつかの話については脚色や誇張が過ぎたと思う。これは彼の執筆スタイルであり、編集者が求めていたことである。彼は物語を書いたのであって、私の伝記を書いたのではない」と語った。

## メディア
1977年、クイズ番組『To Tell the Truth 』に他の2人の出演者と共に登場し、それぞれが自身の話を紹介した。
1980年、半自伝『Catch Me if You Can 』を出版し、2002年、スティーヴン・スピルバーグ監督、レオナルド・ディカプリオがアバグネイル役でこれを基にした映画『キャッチ・ミー・イフ・ユー・キャン』が公開された。アバグネイル本人もディカプリオを取り押さえるフランス警察官の1人としてカメオ出演している。2011年、この映画を基にしたブロードウェイ・ミュージカル『キャッチ・ミー・イフ・ユー・キャン』の上演が開始された。ミュージカル作品賞、ノーバート・レオ・バッツが受賞したミュージカル主演男優賞を含むトニー賞に4部門ノミネートされた。
1990年代初頭、イギリスのチャンネル4の『The Secret Cabaret 』に何度かゲスト出演した。この番組はマジックを扱っており、彼はトリックの種明かしをするエキスパートとして登場した。
2007年、英国放送協会の『The Real Hustle 』に端役で出演し、詐欺師によって手法が違うことを語った。

## 書籍
- Catch Me If You Can, 2000年. ISBN 978-0-7679-0538-1（邦訳：『世界をだました男』新潮文庫…表記は「アバネイル」）
- The Art of the Steal, Broadway Books, 2001年. ISBN 978-0-7679-0683-8
- The Art of the Steal, Andrews McMeel Publishing, LLC, 2002年. ISBN 978-0-7407-3834-0[27]
- Real U Guide To Identity Theft, 2004年. ISBN 978-1-932999-01-3
- Stealing Your Life, Random House/Broadway Books, April 2007年. ISBN 978-0-7679-2586-0